# چهارطاق (ماه‌نشان)
چهارطاق یک روستا در ایران است که در دهستان قلعه‌جوق شهرستان ماه‌نشان واقع شده‌است. چهارطاق ۱۲۱ نفر جمعیت دارد.